# Leptobrachella baluensis
Leptobrachella baluensis és una espècie de granota que viu a Indonèsia, Malàisia i, possiblement també, a Brunei.
Està amenaçada d'extinció per la pèrdua del seu hàbitat natural.